# HD178892
HD178892 — подвійна зоря. 
Ця подвійна система має видиму зоряну величину в смузі V приблизно 9,0.
Вона розташована на відстані близько 881,5 світлових років від Сонця.

## Подвійна зоря
Головна зоря цієї системи належить до хімічно пекулярних зір й має спектральний клас B9.
В той же час спектральний клас іншої компоненти залишається  ще не визначеним.

## Пекулярний хімічний склад
Зоряна атмосфера HD178892 має підвищений вміст 
Cr
.